# 摩泽尔河畔欧特勒维尔
摩澤爾河畔欧特勒维尔（法語：Autreville-sur-Moselle，法語發音：[otʁəvil syʁ mɔzɛl]）是法国默尔特-摩泽尔省的一个市镇，位于该省中南部，属于南锡区。

## 地理
摩泽尔河畔欧特勒维尔（48°49'22"N, 6°6'56"E）面积4.49 平方千米，位于法国大東部大區默尔特-摩泽尔省，该省份为法国东北部内陆省份，是洛林的一部分，北邻比利时、卢森堡，北起顺时针与摩泽尔省、下莱茵省、孚日省和默兹省接壤。
与摩泽尔河畔欧特勒维尔接壤的市镇（或旧市镇、城区）包括：贝尔维尔、伯佐蒙、迪约卢阿尔、米勒里、维尔欧瓦勒。
摩泽尔河畔欧特勒维尔的时区为UTC+01:00、UTC+02:00（夏令时）。

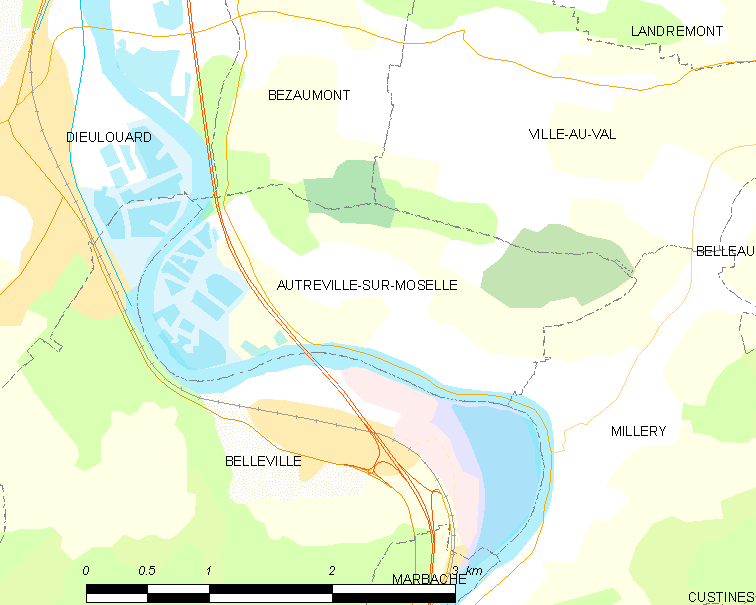
摩泽尔河畔欧特勒维尔的OSM定位图

## 行政
摩泽尔河畔欧特勒维尔的邮政编码为54380，INSEE市镇编码为54031。

## 政治
摩泽尔河畔欧特勒维尔所属的省级选区为塞耶-默尔特河间县。

## 人口

1962-2008年间摩泽尔河畔欧特勒维尔人口变化图示

摩泽尔河畔欧特勒维尔于2022年1月1日时的人口数量为264人。